# Abbi cura di te (singolo Levante)
Abbi cura di te è un singolo della cantautrice italiana Levante, pubblicato il 21 gennaio 2016 come quarto estratto dall'album omonimo.

## Tracce
Download digitale
1. Abbi cura di te – 4:08